# Philip McGinley
Philip Kiaran McGinley (* 6. Juni 1981 in Liverpool, England) ist ein britischer Schauspieler. 

## Leben und Karriere
Philip McGinley wurde 1981 in der englischen Stadt Liverpool geboren. Er ist seit 2003 als Schauspieler aktiv. Zunächst war er in Seifenopern wie Casualty oder Coronation Street zu sehen. Außerdem trat er auch in Fernsehfilmen auf, darunter The Deputy und Falling.
Ab 2012 erlangte er größere, auch internationale Bekanntheit. So war er in einer kleinen Rolle in Prometheus – Dunkle Zeichen zu sehen, ehe er 2013 die Rolle des Bogenschützen Anguy in der dritten Staffel der erfolgreichen Fernsehserie Game of Thrones übernahm. Mit der restlichen Besetzung der Serie wurde er 2014 für den Screen Actors Guild Award in der Kategorie Bestes Schauspielensemble in einer Dramaserie nominiert. Seitdem übernahm er weitere wiederkehrende Rollen in den Serien No Offence, Drifters und Home Fires.

## Filmografie (Auswahl)
- 2003–2008: The Bill (Fernsehserie, 2 Episoden)
- 2004–2007: Casualty (Fernsehserie, 2 Episoden)
- 2004: The Deputy (Fernsehfilm)
- 2005: Falling
- 2006: Heartbeat (Fernsehserie, Episode 15x14)
- 2007: Cold Blood (Fernsehserie, Episode 1x01)
- 2008–2009: Coronation Street (Fernsehserie, 69 Episoden)
- 2010: The Gemma Factor (Fernsehserie, 6 Episoden)
- 2012: Prometheus – Dunkle Zeichen (Prometheus)
- 2013: Game of Thrones (Fernsehserie, 6 Episoden)
- 2013–2015: Drifters (Fernsehserie, 10 Episoden)
- 2014: Almost Married
- 2014: Leatherbird
- 2015: No Offence (Fernsehserie, 6 Episoden)
- 2015–2016: Home Fires (Fernsehserie, 5 Episoden)
- 2018: Vera – Ein ganz spezieller Fall (Vera, Fernsehserie, Episode 8x01)
- 2019: Manhunt (Fernsehserie, 3 Episoden)
- 2019: The Spanish Princess (Miniserie, 2 Episoden)
- 2020: Patients of a Saint